# Michaelus ira
Michaelus ira är en fjärilsart som beskrevs av William Chapman Hewitson 1867. Michaelus ira ingår i släktet Michaelus och familjen juvelvingar. Inga underarter finns listade i Catalogue of Life.

## Bildgalleri

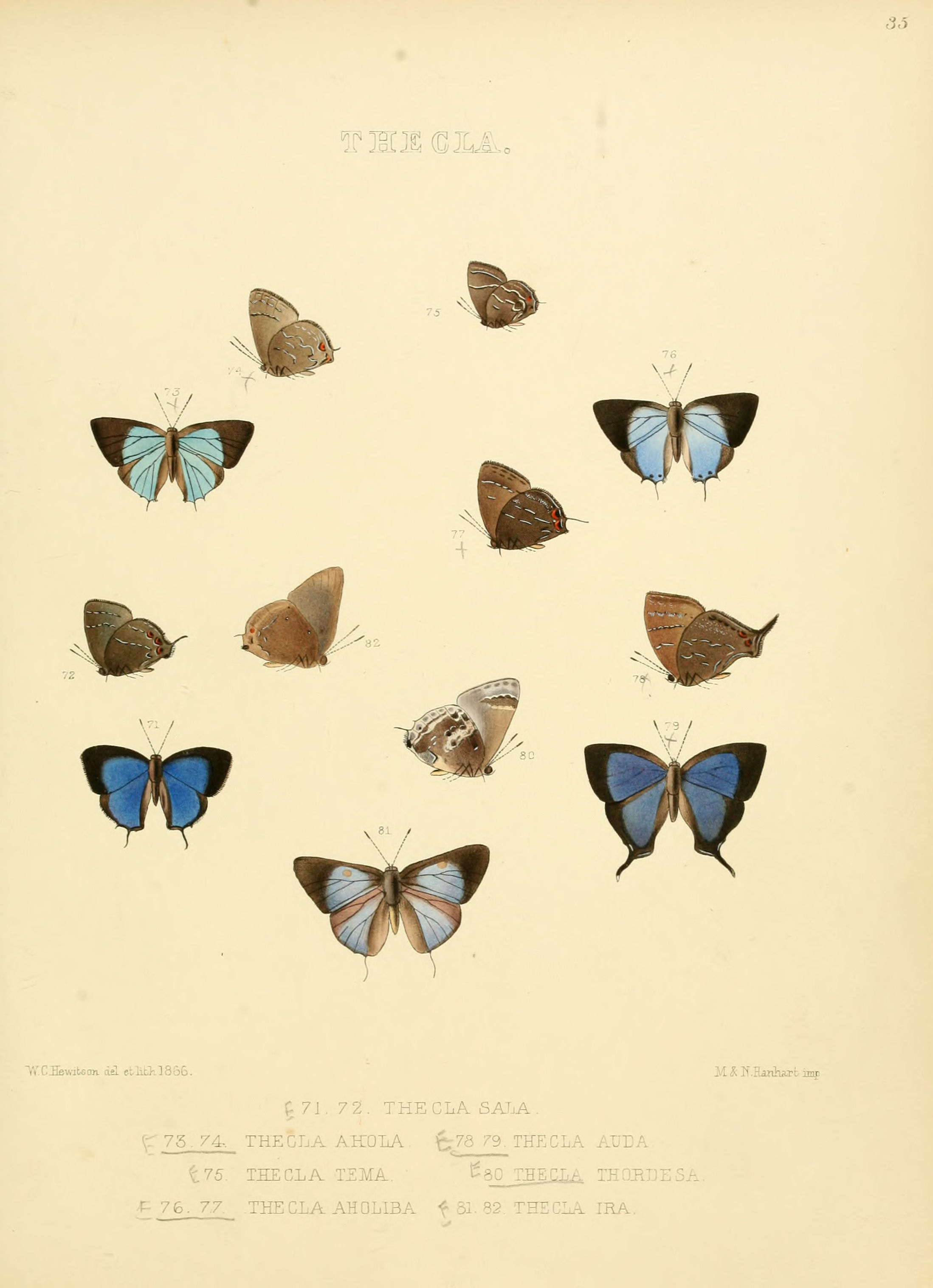
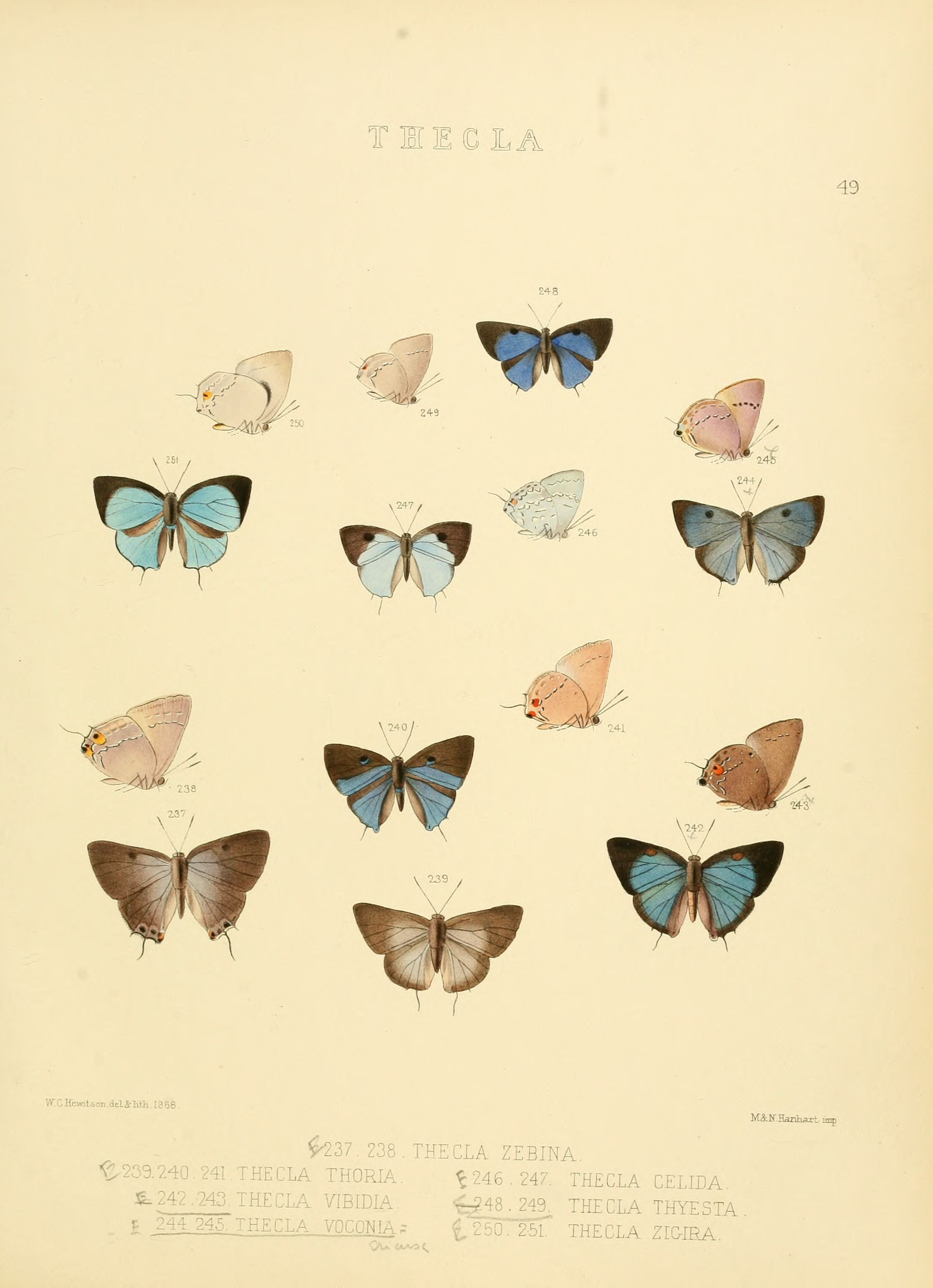
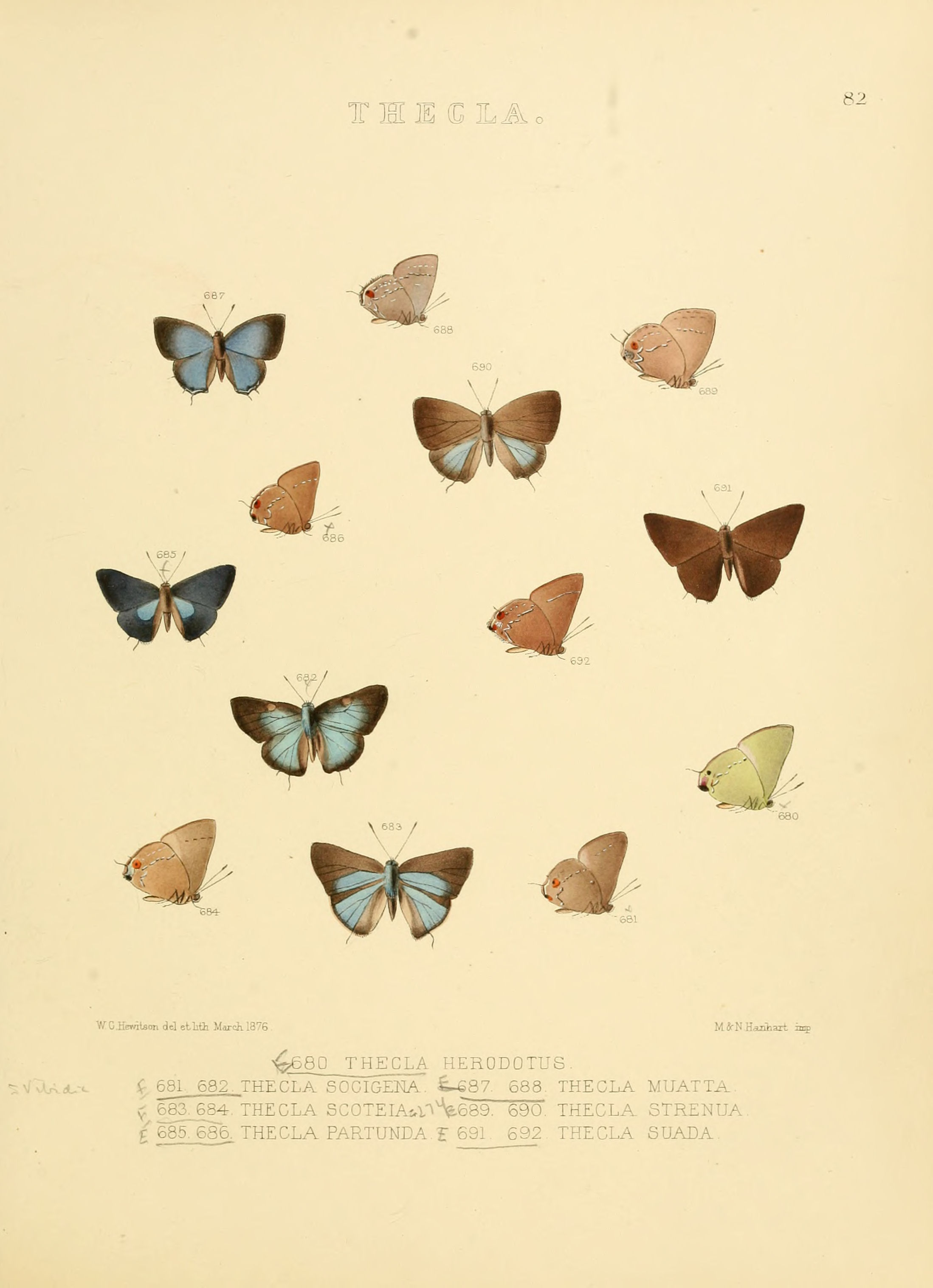